# Хотивель
Хотивель (укр. Хотивель) — село в Старовыжевской поселковой общине Ковельского района Волынской области Украины.
До 2020 года входило в Старовыжевский район.
Код КОАТУУ — 0725083203. Население по переписи 2001 года составляет 115 человек. Почтовый индекс — 44408. Телефонный код — 3346. Занимает площадь 1,153 км².